# Nøbbet
Nøbbet i Horslunde Sogn nordøst for Nakskov på det vestlige Lolland er en lille landsby med en kirke opført i 1908 og indtil midten af 1900-tallet med egen skole og telefoncentral. I 2010 blev der installeret nye vandrør til alle huse. Nøbbet består bl.a. af Viemosevej, Egholmvej og Basevej.

## Etymologi
Navnet Nøbbet kendes fra 1379 i formen Nybygd. Nordisk Forskningsinstitut ved Københavns Universitet opregner i alt 55 forskellige betegnelser og stavemåder, som er brugt i kendte kilder. Blandt andet Nybygd og Nybygdt i Elline Gøyes jordebog fra år 1444/1445.